# Castellot de Roianos
El Castellot de Roianos és una obra de Garcia (Ribera d'Ebre) inclosa a l'Inventari del Patrimoni Arquitectònic de Catalunya.

## Descripció
Ruïnes d'una fortificació que estan situades al cim d'un turó de la zona de Roianos, a l'altre costat del riu Ebre. S'observen restes de murs de pedra irregular lligada amb fang i morter, disposada en filades regulars. La part de ponent és la més ben conservada; amb un pany de paret que ha estat foradat i excavat formant petits refugis.